# Carl Stumpf
Carl Stumpf. (21 de abril de 1848 - 25 de diciembre de 1936) fue un filósofo y psicólogo alemán, perteneciente a la escuela austriaca de la psicología del acto.
Stumpf estudió con Rudolph Hermann Lotze. Con este, redactó su disertación doctoral en la universidad de Gotinga (1868), obteniendo la habilitación docente en esa misma universidad (1870). Asimismo, fue uno de los primeros discípulos de Franz Brentano, siendo, por su parte, maestro de Husserl y Aron Gurwitsch. Ha sido también Stumpf fundador de la Escuela de Berlín en la cual destacaron algunos de los principales exponentes de la Gestalttheorie o teoría de la Gestalt: Max Wertheimer, Kurt Koffka y Wolfgang Köhler. También fue amigo de William James, con el que mantuvo una copiosa correspondencia. 
Carl Stumpf es famoso en filosofía por haber acuñado el concepto de estado de cosas (Sachverhalt) que fue retomado y difundido por Husserl.
También formó un panel de 13 científicos eminentes, conocido como "Comisión Hans", para estudiar la suposición que un famoso caballo llamado Clever Hans podía hacer cálculos matemáticos. El psicólogo Oskar Pfungst probó finalmente que dicho caballo en realidad no podía contar.
Sucesivamente empeñó su interés en la metodología empírica (V.empirismo) lo cual le hizo uno de los pioneros en la psicología experimental. Fue docente en las universidades de Gotinga, Praga, Halle, Múnich y Berlín. 

## Obra
- Verhältnis des Platonischen Gottes zur Idee des Guten, Halle 1869
- Über den psychologischen Ursprung der Raumvorstellung, 1873
- Tonpsychologie, 2 vols. 1883 bis 1890 (Hauptwerk)
- Psychologie und Erkenntnistheorie, Múnich 1891
- Tafeln zur Geschichte der Philosophie, Berlín 1896
- Die pseudo-aristotelischen Probleme der Musik, Berlín 1897
- Eröffnungsrede des Präsidenten, Prof. Dr. Carl Stumpf, Berlín, in: Dritter Internationaler Congreß für Psychologie en Múnich del 4-7 de agosto de 1896, 1897
- Der Entwicklungsgedanke in der gegenwärtigen Philosophie, Festrede, gehalten am Stiftungstage der Kaiser Wilhelms-Akademie für das militärärztliche Bildungswesen, 2 de diciembre de 1899, Berlín 1899
- Der Entwicklungsgedanke in der gegenwärtigen Philosophie, Berlín 1900
- Tontabellen, in: Beiträge zur Akustik und Musikwissenschaft, Heft 3/1901, pp. 139-146, Tafeln I-IX
- Zur Einteilung der Wissenschaften, Berlín, 1906.
- Erscheinungen und psychische Funktionen, In: Abhandlungen der Königlich Preußissischen Akademie der Wissenschaften. Philosophisch-historische Abhandlungen, IV (1906), pp. 1-40 (2.ª ed., 1907).
- Die Wiedergeburt der Philosophie, Berlín 1907
- Richtungen und Gegensätze in der heutigen Psychologie, In: Internationale Wochenschrift für Wissenschaft, Kunst und Technik. Beiträge der "Münchner Allgemeinen Zeitung" del 19 de octubre de 1907, pp. 903-914
- Vom ethischen Skeptizismus, Berlín 1908
- Das Berliner Phonogrammarchiv, In: Internationale Wochenschrift für Wissenschaft, Kunst und Technik. Beilage der "Münchner Allgemeine Zeitung" del 22 de febrero de 1908, pp. 225-246
- Philosophische Reden und Vorträge, Leipzig 1910
- Das psychologische Institut, In: Lenz, M. (ed.) Geschichte der Königlichen Friedrich-Wilhelms-Universität zu Berlin, 3. Band, Halle, 1910, pp. 202-207
- Konsonanz und Konkordanz, In: Vertreter deutscher Musikwissenschaft (Hrsg.): Festschrift zum 90. Geburtstage Rocchus Freiherrn von Liliencron, Leipzig, 1910, pp. 329-349.
- Die Anfänge der Musik, 1911.
- Zum Gedächtnis Lotzes, En: Kantstudien, XXII (1917), Heft 1-2, pp. 1-26.
- Empfindung und Vorstellung, 1918.
- Erinnerungen an Franz Brentano, In: Krause, O. (ed.) Franz Brentano. Zur Kenntnis seines Lebens und seiner Lehre, Múnich, 1919, pp. 87-149.
- Singen und Sprechen. In: Beiträge zur Akustik und Musikwissenschaft, Heft 9/1924, pp. 38-74.
- Phonetik und Ohrenheilkunde, In: Beiträge zur Anatomie. Physiologie, Pathologie und Therapie des Ohres, der Nase und des Halses, 22(1925), pp. 1-8.
- Die Sprachlaute. Experimentell-phonetische Untersuchungen. Nebst einem Anhang über Instrumentalklänge, Berlín, 1926.
- Gefühl und Gefühlsempfindung, 1928
- William James nach seinen Briefen. Leben - Charakter - Lehre, Berlín 1928
- C. S. Selbstdarstellung In: Raymund Schmidt (Hrsg.) : Die Philosophie der Gegenwart in Selbstdarstellungen, vol. 5, Leipzig 1924
- Schriften zur Psychologie, neu herausgegeben und mit einer biographischen Einleitung versehen von Helga Sprung, Frankfurt/Main 1997
- Erkenntnislehre, Band 1, Leipzig 1939; Reprint 2011, Pabst Science Publishers, 874 pp. ISBN 978-3-89967-740-9
- Erkenntnislehre, Band 2, Leipzig 1940; Reprint 2011, Pabst Science Publishers, 874 pp. ISBN 978-3-89967-740-9